# Zadnia Kołowa Ławka
Zadnia Kołowa Ławka (słow. Zadná Kolová štrbina, niem. Mittlerer Sattel des Pflockseegrates, węg. Felső Karótavi nyereg) – płytka i stosunkowo szeroka przełęcz w Kołowej Grani w słowackiej części Tatr Wysokich. Oddziela ona od siebie Kołowego Kopiniaka na południu oraz najbliższą z trzech Kołowych Turni – Wielką Kołową Turnię – na północy. Przełęcz jest położona w bezpośrednim sąsiedztwie tego ostatniego wzniesienia.
Stoki wschodnie opadają z przełęczy do Bździochowego Koryciska, zachodnie – do Bździochowej Kotliny. Na Zadnią Kołową Ławkę, podobnie jak na inne obiekty w Kołowej Grani, nie prowadzą żadne znakowane szlaki turystyczne. Najdogodniejsza droga dla taterników wiedzie na siodło piargiem z Bździochowego Koryciska, bardzo łatwa jest też droga z północnego wschodu od Kołowej Przełęczy.
Pierwsze wejścia:
- letnie – Mieczysław Karłowicz, 16 sierpnia 1907 r.,
- zimowe – Stanisław Krystyn Zaremba, 9 kwietnia 1934 r.[1]

W obcojęzycznych opracowaniach podawana jest niekiedy nieprawidłowa polska nazwa Zadnia Kołowa Szczerbina.